# Ondokuz Mayıs
Ondokuz Mayıs là một huyện thuộc tỉnh Samsun, Thổ Nhĩ Kỳ. Huyện có diện tích 246 km² và dân số thời điểm năm 2007 là 24740 người, mật độ 101 người/km².